# Lee David Zlotoff
Lee David Zlotoff né le 10 juillet 1954 à New York, est un producteur, scénariste et réalisateur américain.

## Filmographie

### Comme producteur
- 1996 : The Spitfire Grill
- 1985 : MacGyver (série télévisée)
- 1988 : Frank Nitti: The Enforcer (TV)
- 1991 : Plymouth (TV)
- 1993 : Age of Treason (TV)
- 1993 : Snowy River: The McGregor Saga (série télévisée)
- 1998 : Space Hospital (série télévisée)
- 2003 : NCIS : Enquêtes spéciales (série télévisée)

### Comme scénariste
- 1996 : The Spitfire Grill
- 1988 : Perry Mason: The Case of the Avenging Ace (TV)
- 1988 : Frank Nitti: The Enforcer (TV)
- 1991 : Plymouth (TV)
- 1993 : Age of Treason (TV)
- 2010 : NCIS : Enquêtes spéciales (TV)

### Comme réalisateur
- 1985 : MacGyver (série télévisée)
- 1986 : Jack and Mike (série télévisée)
- 1988 :  Murphy, l'art et la manière d'un privé très spécial (Murphy's Law) (série télévisée)
- 1991 : Plymouth (TV)